# Yan Yan
Yan Yan (153-234) est un officier sous Liu Zhang.

## Biographie
Yan Yan affronte les troupes de Liu Bei lorsqu'elles attaquent la capitale du territoire des Shu, Chengdu. Il se dresse sur la route de Huang Zhong, qu'il impressionne en évitant dix de ses flèches. Finalement blessé, il bat en retraite.
Quand Liu Bei prend le contrôle des terres de son cousin, Yan Yan le rejoint sous l'invitation de Huang Zhong, qui fait de lui son disciple. Yan Yan combat généralement sous les ordres de son maître, mais, après la mort de celui-ci, il est promu Capitaine des archers. Il participe à la bataille des plaines de Wuzhang, où il est défait par les troupes des Wei.